# Hans Jørgen Christiansen
Hans Jørgen Christiansen (Fredericia, 25 novembre 1943) è un ex calciatore danese, di ruolo difensore.

## Carriera

### Nazionale
Debutta il 20 novembre 1968 contro il Lussemburgo (5-1).